# Франц Бекер
Франц Бекер (нім. Franz Becker; 3 червня 1888 — 25 грудня 1980) — німецький офіцер-підводник, капітан-лейтенант кайзерліхмаріне.

## Біографія
1 квітня 1906 року вступив на флот. Учасник Першої світової війни. З 7 січня по 30 червня 1916 року — командир SM UC-14, з 8 вересня 1916 по 8 травня 1917 року — SM UC-20, з 12 липня 1917 по 30 червня 1918 року — SM UB-50. 22 листопада 1919 року звільнений у відставку.
Всього за час бойових дій потопив 42 кораблі загальною водотоннажністю 95 353 тонни і пощкодив 5 кораблів (17 401 тонн).
| Дата              | Назва корабля                    | Тип                       | Тоннаж | Вантаж                       | Загиблі | Країна             |
| ----------------- | -------------------------------- | ------------------------- | ------ | ---------------------------- | ------- | ------------------ |
| 20 березня 1916   | Ginette                          | Траулер ВМС               | 272    |                              |         | Франція            |
| 19 жовтня 1916    | Frits Emil                       | Вітрильник                | 194    | Кріпильні стояки             | 0       | Данія              |
| 17 листопада 1916 | Emilia                           | Вітрильник                | 1,159  |                              |         | Португалія         |
| 12 грудня 1916    | Regina Margherita                | Лінійний корабель         | 13,427 |                              | 675     | Королівство Італія |
| 10 квітня 1917    | Abd Razik                        | Вітрильник                | 25     |                              |         | Османська імперія  |
| 11 квітня 1917    | Candia                           | Пароплав                  | 1,045  |                              |         | Королівство Італія |
| 14 квітня 1917    | CINQUE OTTOBRE                   | Вітрильник                | 39     |                              |         | Королівство Італія |
| 14 квітня 1917    | PROGRESSO                        | Буксир                    | 31     |                              |         | Королівство Італія |
| 15 квітня 1917    | ALESSIO COCCO                    | Вітрильник                | 29     |                              |         | Королівство Італія |
| 8 вересня 1917    | William H. Clifford              | Вітрильник                | 1,593  |                              | 0       | США                |
| 12 вересня 1917   | Hs 3                             | Буксир                    | 121    | Військові матеріали          | 0       | Британська імперія |
| 12 вересня 1917   | Rb 10                            | Баржа                     | 800    | Військові матеріали          | 0       | Британська імперія |
| 13 вересня 1917   | Gomizianes Da Graça Odemira      | Вітрильник                | 32     |                              |         | Британська імперія |
| 13 вересня 1917   | Correiro De Sines                | Вітрильник                | 32     |                              |         | Британська імперія |
| 14 вересня 1917   | Sado                             | Вітрильник                | 196    | Залізо і вино                |         | Британська імперія |
| 18 вересня 1917   | Polar Prince                     | Пароплав                  | 3,611  | Вугілля                      | 0       | Британська імперія |
| 20 вересня 1917   | Fabian                           | Пароплав                  | 2,246  | Генеральні вантажі           | 3       | Британська імперія |
| 20 вересня 1917   | Goffredo Mameli                  | Пароплав                  | 4,124  | Руда                         | 5       | Королівство Італія |
| 22 вересня 1917   | Alkyon                           | Пароплав                  | 2,464  | Вугілля                      | 0       | Королівство Греція |
| 22 вересня 1917   | John Knudsen                     | Пароплав                  | 1,670  | Вугілля                      | 1       | Норвегія           |
| 26 вересня 1917   | Ciro                             | Вітрильник                | 296    |                              |         | Королівство Італія |
| 28 жовтня 1917    | Marc Fraissinet                  | Пароплав                  | 3,060  | Деревина, боєприпаси і сіно  | 1       | Франція            |
| 28 жовтня 1917    | Senegal                          | Пароплав                  | 845    |                              | 2       | Королівство Італія |
| 1 листопада 1917  | Margam Abbey                     | Пароплав                  | 4,367  | Вугілля                      | 2       | Британська імперія |
| 4 листопада 1917  | Antaeus                          | Пароплав                  | 3,061  | Баласт                       | 0       | Британська імперія |
| 5 листопада 1917  | Amberton (пошкоджений)           | Пароплав                  | 4,556  |                              | 0       | Британська імперія |
| 9 листопада 1917  | Rizal                            | Пароплав                  | 2,744  |                              | 0       | США                |
| 19 грудня 1917    | S. Giuseppe B.                   | Вітрильник                | 96     |                              |         | Королівство Італія |
| 21 грудня 1917    | City Of Lucknow                  | Пароплав                  | 8,293  | Генеральні вантажі           | 0       | Британська імперія |
| 25 грудня 1917    | Sant’ Antonio                    | Вітрильник                | 843    |                              |         | Королівство Італія |
| 1 січня 1918      | Egyptian Transport (пошкоджений) | Пароплав                  | 4,648  | Вугілля                      | 5       | Британська імперія |
| 3 січня 1918      | Allanton                         | Пароплав                  | 4,253  | Вугілля                      | 0       | Британська імперія |
| 3 січня 1918      | Steelville                       | Пароплав                  | 3,649  | Вугілля і генеральні вантажі | 0       | Британська імперія |
| 7 січня 1918      | Arab                             | Пароплав                  | 4,191  | Вугілля                      | 21      | Британська імперія |
| 22 березня 1918   | Saint Jean II                    | Пароплав                  | 2,457  |                              |         | Франція            |
| 22 березня 1918   | Shadwell (пошкоджений)           | Пароплав                  | 4,091  | Баласт                       | 13      | Британська імперія |
| 26 березня 1918   | Volturno                         | Пароплав                  | 11,495 |                              |         | Королівство Італія |
| 6 квітня 1918     | Madeleine III                    | Корабель-пастка           | 149    |                              | 17      | Франція            |
| 11 квітня 1918    | CARMELA G                        | Вітрильник                | 41     |                              |         | Королівство Італія |
| 11 квітня 1918    | Highland Prince                  | Пароплав                  | 3,390  |                              | 3       | Британська імперія |
| 17 травня 1918    | Elswick Grange (пошкоджений)     | Пароплав                  | 3,926  | Вугілля                      | 1       | Британська імперія |
| 17 травня 1918    | Mavisbrook                       | Пароплав                  | 3,152  | Вугілля                      | 18      | Британська імперія |
| 19 травня 1918    | Kirstine Jensen                  | Вітрильник                | 168    | Сірники                      | 0       | Данія              |
| 20 травня 1918    | New Sweden                       | Пароплав                  | 5,319  | Баласт                       | 0       | Швеція             |
| 22 травня 1918    | Maria Pia (пошкоджений)          | Пароплав                  | 180    | Пасажири                     | 5       | Королівство Італія |
| 25 травня 1918    | Amiral Lafont                    | Допоміжний моторний катер | 117    | Зерно та/або арахіс          |         | Франція            |
| 25 травня 1918    | Santa Teresa                     | Вітрильник                | 257    | Свинець                      |         | Королівство Італія |

## Звання
- Морський кадет (1 квітня 1906)
- Фенріх-цур-зее (6 квітня 1907)
- Лейтенант-цур-зее (30 вересня 1909)
- Оберлейтенант-цур-зее (19 вересня 1912)
- Капітан-лейтенант (26 квітня 1917)

## Нагороди
- Орден Меджида 4-го класу (Османська імперія)
- Орден Корони (Пруссія) 4-го класу
- Залізний хрест 2-го і 1-го класу
- Королівський орден дому Гогенцоллернів, лицарський хрест з мечами (9 січня 1917)